# اعدام در چین
مجازات اعدام یکی از مجازات‌های قانونی در جمهوری خلق چین است. این مجازات برای جرائمی از قتل گرفته تا قاچاق مواد مخدر قابل اعمال است. اجرای حکم اعدام از طریق تزریق کشنده یا تیرباران انجام می‌گیرد. نظرسنجی‌ای که در سال ۲۰۱۴ توسط روزنامه نیویورک تایمز انجام شد، نشان داد که مجازات اعدام همچنان از حمایت گسترده‌ای در جامعه چین برخوردار است.

## نرخ و شیوه اجرا
مجازات اعدام در بیشتر کشورهای شرق آسیا و مناطق وابسته به‌کار می‌رود، از جمله ژاپن، کره شمالی، کره جنوبی، مالزی، تایلند، اندونزی، ویتنام، سنگاپور و تایوان. بنا بر گزارش سازمان عفو بین‌الملل، چین بیش از مجموع تمام کشورهای دیگر جهان، افراد را اعدام می‌کند. شمار دقیق اعدام‌ها و احکام اعدام به‌طور عمومی منتشر نمی‌شود و در چین به‌عنوان اسرار حکومتی تلقی می‌شود. به گفته بنیاد دوی‌هوا مستقر در ایالات متحده، شمار تخمینی اعدام‌ها در قرن بیست‌ویکم به‌طور پیوسته کاهش یافته و از ۱۲٬۰۰۰ مورد در سال به حدود ۲٬۴۰۰ مورد رسیده است. با این حال، ائتلاف جهانی علیه مجازات اعدام در سال ۲۰۲۲ اعلام کرد که از سال ۲۰۰۷ تاکنون، دست‌کم سالانه ۸٬۰۰۰ نفر در چین اعدام شده‌اند. از سال ۲۰۰۶، دولت چین اقدامات مؤثری را برای محدود کردن استفاده از مجازات اعدام اتخاذ کرده و اعلام کرده است که این اقدامات با هدف حذف کامل این مجازات صورت می‌گیرد.
به‌دلیل نبود دسترسی به آمار رسمی دربارهٔ شمار اعدام‌ها در نظام قضایی چین، پژوهشگران دانشگاهی ناگزیرند از داده‌هایی استفاده کنند که توسط سازمان‌های غیردولتی، مانند سازمان عفو بین‌الملل، گردآوری شده‌اند. این سازمان معتبرترین و پراستنادترین منبع در زمینه گزارش‌های مربوط به نرخ اعدام‌ها به‌شمار می‌رود. در سال ۲۰۰۹، سازمان عفو بین‌الملل اعلام کرد که بر اساس تمامی اطلاعات در دسترس، ۱٬۷۱۸ مورد اعدام در سال ۲۰۰۸ در چین رخ داده است (که برابر با ۰٫۰۰۰۱ درصد یا یک نفر در هر یک میلیون نفر جمعیت چین بوده است) با این حال، این سازمان معتقد بود که رقم واقعی احتمالاً بسیار بیشتر از این مقدار است. بر پایه کتاب «مجازات اعدام در چین: اصلاحات و چشم‌انداز آینده»، این رقم «محافظه‌کارانه‌ترین برآورد» از احکام اعدام و اجرای آن‌ها در چین است، و مطابق با اصول زیر محاسبه شده است: ۱) در صورت تردید نسبت به درستی اطلاعات، آن داده کنار گذاشته شده است؛ ۲) در موارد وجود دو گزارش متناقض، عدد پایین‌تر انتخاب شده است؛ ۳) اگر مجموعی از احکام اعدام و حبس گزارش شده باشد، تنها یک مورد اعدام ثبت شده است؛ و ۴) اگر یک گروه به اعدام محکوم شده باشد، فقط یک مورد حکم در آمار منظور شده است.

### اعدام تعلیقی
مجازات اعدام در چین نباید با «حکم اعدام تعلیقی» اشتباه گرفته شود. این نوعی مجازات تخفیف‌یافته است که دادگاه‌های چین به اندازه یا حتی بیشتر از احکام اعدام واقعی صادر می‌کنند. حکم اعدام تعلیقی برای تأکید بر جدیت جرم و در عین حال نشان دادن رأفت دادگاه استفاده می‌شود، و گاهی به‌اشتباه در شمار احکام اعدام واقعی گنجانده می‌شود.

## جرایم مشمول اعدام
فهرست جرایم مستوجب اعدام شامل جرایم ضدحکومتی، مانند سازماندهی شورش مسلحانه، به خطر انداختن امنیت عمومی، مانند آتش‌افروزی عمدی، و جرایم علیه اشخاص، مانند تجاوز به افراد زیر ۱۴ سال می‌شود. در طول دهه ۱۹۸۰، «جرایم اقتصادی» مانند رشوه، قاچاق مواد مخدر و اختلاس به جرایم مشمول مجازات اعدام اضافه شدند. مجازات اعدام در چین می‌تواند برای جرایم علیه نمادها و گنجینه‌های ملی، مانند سرقت آثار فرهنگی و کشتن پانداهای اعمال شود.
سیزده جرم در سال ۲۰۱۱ از فهرست جرایم مستوجب اعدام حذف شدند، از جمله قاچاق آثار فرهنگی، محصولات حیات وحش و فلزات گرانبها. این امر تعداد کل جرایم مستوجب اعدام را از ۶۸ به ۵۵ جرم کاهش داد، اگرچه بسیاری از جرایم حذف شده از فهرست، به ندرت یا هرگز با مجازات اعدام مجازات نمی‌شدند. پیش‌نویس نهمین اصلاحیه قانون جزای جمهوری خلق چین در ۲۹ اوت ۲۰۱۵ تصویب شد که نه جرم دیگر را از فهرست جرایم مستوجب اعدام حذف کرد. جرایمی که حذف شدند عبارت بودند از:
- قاچاق اسلحه یا مهمات
- قاچاق مواد هسته‌ای
- قاچاق پول تقلبی
- جعل و تقلب
- کلاهبرداری در سرمایه‌گذاری/جذب سرمایه جعلی
- سازماندهی فحشا
- اجبار به فحشا
- مانع تراشی در امور نظامی
- پخش شایعات و تضعیف روحیه در زمان جنگ